# Tyrel Jackson Williams
Tyrel Jackson Williams (Condado de Westchester, Nueva York; 16 de marzo de 1997) es un actor estadounidense. Él protagoniza como Leo la Serie Original de Disney XD Lab Rats. Fue visto anteriormente en Everybody Hates Chris, como una versión más joven de Chris, interpretado por su hermano mayor, Tyler James Williams. Tyrel también ha hecho apariciones especiales en Par de Reyes, Good Luck Charlie, Modern Family y Community. Además, apareció en The Naked Brothers Band: The Movie y la película de comedia romántica Failure to Launch, protagonizada por Matthew McConaughey y Sarah Jessica Parker.

## Vida y carrera
Nació en Nueva York el 16 de marzo de 1997, Williams disfruta de tocar la guitarra acústica y eléctrica. Es hermano de los también actores Tyler James Williams y Tylen Jacob Williams.
Sus créditos cinematográficos incluyen papeles en "Failure to Launch," "The Naked Brothers Band" y "2 for the Money". Él también ha aparecido comerciales nacionales para Target, Verizon, McDonald’s, Chex M General Mills, entre otros. Él es también el actor en el canto de Tyrone en Los Backyardigans.

## Filmografía
| Año       | Título                                | Personaje      | Notas                                                                                         |
| --------- | ------------------------------------- | -------------- | --------------------------------------------------------------------------------------------- |
| 2004      | Sesame Street: Happy Healthy Monsters |                | Película de DVD                                                                               |
| 2005      | The Naked Brothers Band: The Movie    | Toy Guitar Boy |                                                                                               |
| 2005      | Everybody Hates Chris                 | Bebé Chris     | Episodio: "Everybody Hates Greg"                                                              |
| 2006      | Failure to launch                     | Jeffrey        |                                                                                               |
| 2007      | Everybody Hates Chris                 | Niño Chris     | Episodio: "Everybody Hates Driving"                                                           |
| 2008-2009 | The Backyardigans                     | Tyrone         | 31 episodios                                                                                  |
| 2010      | Modern Family                         | Pequeño Phil   | Episodio: "Game Changer"                                                                      |
| 2010      | Good Luck Charlie                     | Jasper         | Episodio: "Study Date"                                                                        |
| 2011      | Par de Reyes                          | Hilo Tutuki    | Episodio: "The King Beneath My Wings"                                                         |
| 2011      | Batman: The Brave and the Bold        | Chris          | Episodio: "Powerless!"                                                                        |
| 2010-2012 | Community                             | Jordan Bennett | Episodio: "Basic Genealogy" Episodio: "Urban Matrimony and the Sandwich Arts" (sin acreditar) |
| 2012-2016 | Lab Rats                              | Leo Dooley     | Rol principal; Disney XD Original Series                                                      |